# Cara de muñeca
Doll Face (en Hispanoamérica, Cara de Muñeca) es una película estadounidense de 1946 dirigida por Lewis Seiler y protagonizada por Vivian Blaine, Dennis O'Keefe, Perry Como y Carmen Miranda.
Fue escrito por Harold Buchmann y Leonard Praskins partir de un guion basado en la obra de teatro The Naked Genius de Gypsy Rose Lee. La trama cuenta la historia de Doll Face Carroll, una corista que sueña con estar en un espectáculo de Broadway. Rechazada por los productores, su empresario "Mike" (Dennis O'Keefe) decide contratar a un escritor para escribir su autobiografía. La idea del libro es dar clase y prestigio a la artista. Pero un inesperado sucede nace una historia de amor entre el escritor y la estrella, lo que provocará los celos del empresario; a partir de ahí, que tratará de bloquear el espectáculo que consagrará Doll Face.
Carmen Miranda (como Chita) y Perry Como parecen para asegurar el lado musical de la película. La escena en la que Carmen aparece con el faro en forma de turbante, junto a los miembros de Bando da Lua vestidos de marinero fue cortado de la película, a petición de la Marina de los Estados Unidos.

## Argumento
La reina del burlesque show Doll Face Carroll es amiga de Chita Chula. Su gerente, Michael Francis Hannegan, novio y propietario de Gayety Theatre resuelve contratar a un escritor, Frederick Gerard Manly, para escribir una biografía de la actriz para darle una llamada más culto. Chita Chula llamó la atención de Mike para el interés del escritor en la cara de la muñeca. El empresario decide presentar un espectáculo teatral serio en lugar de espectáculos de burlesque y Gerard, que está terminando un libro sobre la cara de la muñeca, participa con algún tipo de financiación. Él termina confesando que está enamorado de ella. Alrededor de la confusión amorosa entre Mike Gerard y cara de la muñeca se vuelve mucho de la trama, con Chita Chula puente tres. Cara de la muñeca justo reanudar con Mike y el espectáculo basado en el libro de Gerard es un éxito

### Producción

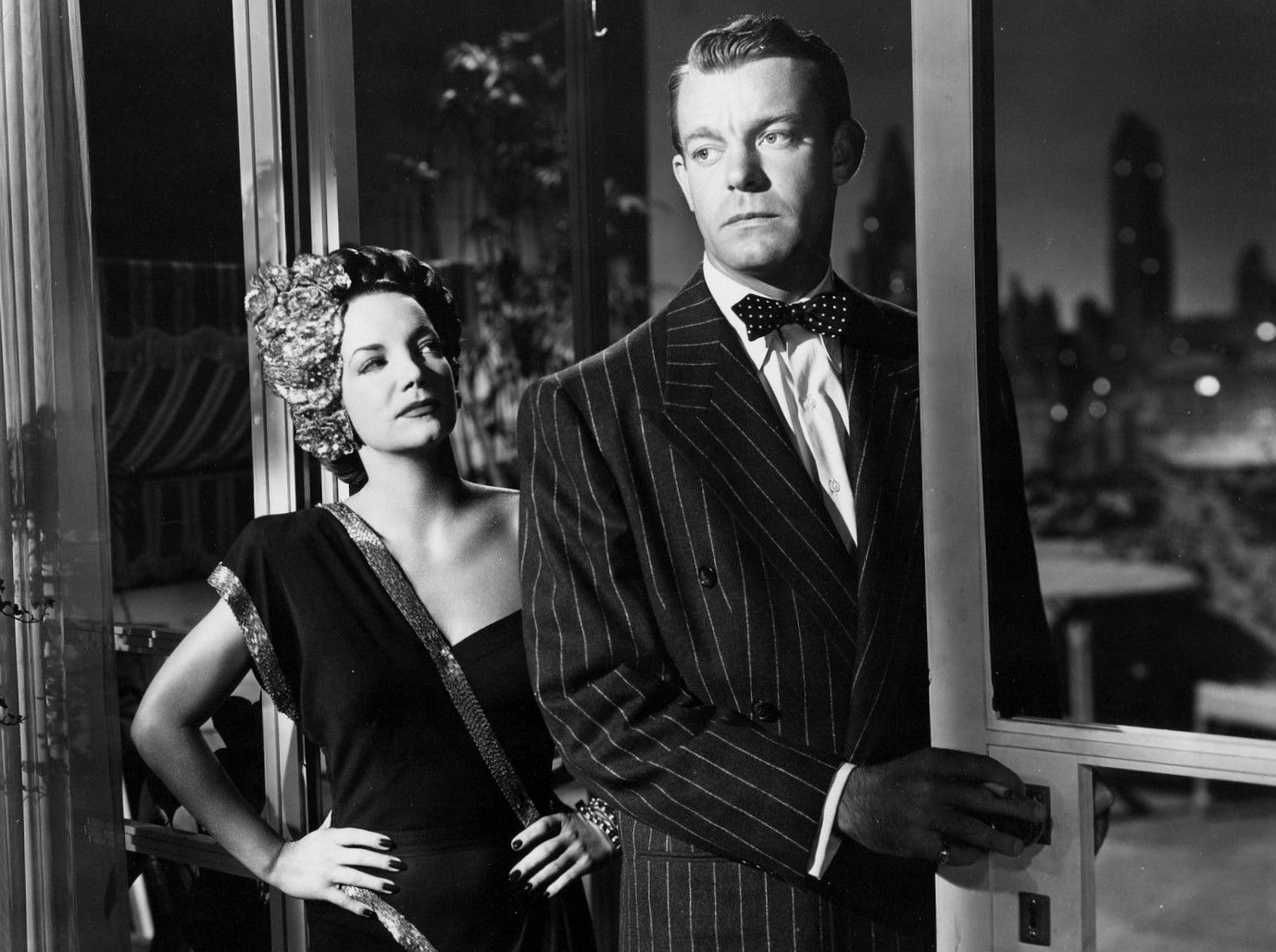
Carmen Miranda y Dennis O'Keefe en una escena de la película.

Los títulos de trabajo de esta película fueron The Naked Genius y Here's a Kiss.  Carole Landis podría protagonizar la película, Jackie Gleason, William Eythe y Mel Amanhecer estaban reservados para el elenco. Dennis O'Keefe había sido tomado de la compañía de Edward Small para la producción de la película, que marcó el debut en la escena de Martha Stewart y Lex Barker. Según registros de estudio, el productor Bryan Foy se hizo cargo de la película durante tres días, mientras que Lewis Seiler estaba enfermo.
El "Motion Picture Production Code" se negó a permitir que la 20th Century Fox utilizase The Naked Genius como el título de la película y "The Breen Office" también desaprobó la letra de la canción "Chico Chico (from Puerto Rico)", diciendo que era "un personaje latinoamericano, y por lo tanto como tal sería, sin duda, ofender a los latinoamericanos en general ". Las letras fueron cambiados un poco y luego aprobados. De acuerdo con registros de estudio, Jimmy McHugh y Harold Adamson presentan la canción True to the Navy para su inclusión en la película, McHugh y Adamson habían presentado previamente la canción a Paramount, sin embargo, que lo utilizó en su versión de la película Bring on the Girls de 1945. La Paramount se negó a conceder licencias de música para su uso en Doll Face. En una carta de diciembre de 1945 para el presidente de Twentieth Century-Fox, Spyros Skouras, el abogado del estudio George Wasson especuló que la Paramount se negó a licenciar la música porque Fox había obtenido los derechos para distribuir la película Tales of Manhattan (1942) que la Paramount había deseados, y porque Fox había obtenido la autorización para el uso del título Conflicto Sentimental (Sentimental Journey, 1946) de que Paramount también quería.
Los registros legales también revelan que Irving Weissman presentó una demanda contra el estudio, alegando que la canción  "Dig You Later (A Hubba-Hubba-Hubba)" había plagiado una de sus composiciones. El caso fue cerrado en septiembre de 1948 por un juez federal, pero Weissman volvió a presentar una demanda en un tribunal estatal.

### Reparto
- Vivian Blaine —  Mary Elizabeth (Maybeth) "Doll Face" Carroll
- Dennis O'Keefe —  Michael Francis "Mike" Hannegan
- Perry Como — Nicky Ricci
- Carmen Miranda  —  Chita Chula
- Martha Stewart — Frankie Porter
- Stephen Dunne — Frederick Manly Gerard
- Reed Hadley — Flo Hartman
- Stanley Prager — asesor de Flo Hartman
- Charles Tannen — asesor de Flo Hartman
- George E. Pedra — director de escena
- Frank Orth — Peters
- Donald MacBride — Ferguson (abogado)

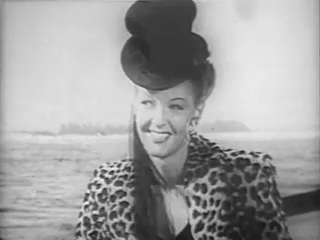
Vivian Blaine
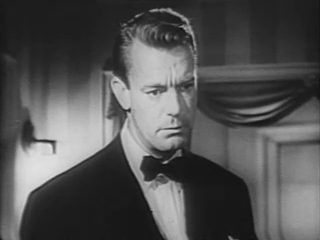
Dennis O'Keefe
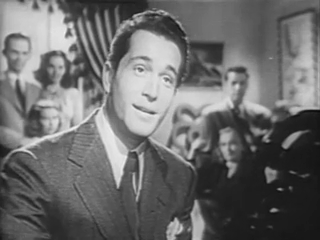
Perry Como
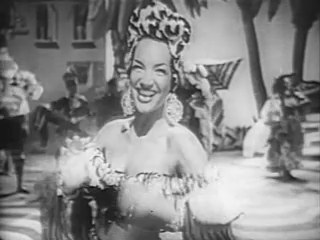
Carmen Miranda

## Lanzamiento
La película fue estrenada en los cines estadounidenses el 27 de marzo de 1946.

### Recepción de la crítica
La película recibió críticas negativas en los Estados Unidos y Brasil, el The New York Times, escribió que "Vivian Blaine cantar un par de números de forma completamente inexpresiva." El New York Herald Tribune escribió que "Carmen Miranda do lo que siempre hiciste, pero no tan bien."
En su lanzamiento en Brasil, el periodista de la revista O Cruzeiro, Alex Viany dio su opinión sobre la película "Sin la ayuda de technicolor, la 20th Century Fox nos da una película musical que no todos los colores del arco iris se habrían ahorrado el fondo de lo bien." La misma opinión es compartida por A Scena Muda, que consideró "la peor película de Carmen Miranda."